# Будфарфор (футбольний клуб)
«Будфарфор» — аматорський футбольний клуб з міста Славута Славутського району Хмельницької області. 

## Історія
Футбольний клуб «Будфарфор» був заснований у місті Славута. З моменту свого заснування виступав в аматорських футбольних змаганнях. У 2005 році дебютував в чемпіонаті Хмельницької області, де посів високе 3-є місце. Наступного року команда виграла обласний чемпіонат. Тому керівництво клубу вирішило заявитися для участі в розіграші аматорського чемпіонату України. У 2007 році в цьому турнірі «Будфарфор» потрапив у групу 2, де суперниками команди зі Славути стали «Металург» (Малин), «Авангард» (Сутиски) та ОДЕК (Оржів) та «Сокіл-Енергетик» (Бережани). Проте пройти до наступного етапу змагання не зумів, посівши з 10-ма набраними очками 3-тє місце серед 5-ти команд-учасниць. На груповому етапі «Будфарфор» зіграв 8 матчів: 3 поєдинки виграв, 1 зіграв в нічию та ще 4 рази поступився. Різниця забитих та пропущених м'ячів 10:9 (+1) на користь користь команди зі Славути. Проте вже незабаром після вильоту з аматорського чемпіонату припинив своє існування.

## Досягнення
- Чемпіонат Хмельницької області
  -  Чемпіон (1): 2006
  -  Бронзовий призер (1): 2005

## Відомі гравці
- Ігор Стасюк

## Дивись також
- Список футбольних команд України
- Іскра (Теофіполь)